# Khawzawl (Distrikt)
Der Distrikt Khawzawl ist ein Distrikt im indischen Bundesstaat Mizoram. Verwaltungssitz ist die gleichnamige Stadt Khawzawl.

## Geographie
Der Distrikt liegt im Osten von Mizoram. Er grenzt im Norden, Osten und Südosten an den Distrikt Champhai, im Süden, Südwesten und Westen an den Distrikt Serchhip sowie im Westen und Nordwesten an den Distrikt Saitual.
Mit Ausnahme von wenigen Ebenen in Tälern ist das gesamte Gebiet Bergland mit zahlreichen Hügeln und Bergen. Hauptfluss ist der Khawzawl, dem der Distrikt seinen Namen verdankt. Weite Gebiete sind von Wald bedeckt und es gibt nur wenige Ackerflächen. Im Nordosten des Distrikts liegt der Nationalpark Murlen.

## Geschichte
Der Distrikt Khawzawl entstand am 3. Juni 2019 durch Abspaltung von 27 Gemeinden der Blocks East Lungdar (Part) und Khawzawl aus Teilen des Distrikts Champhai und der Gemeinde Vanchengpui (Distrikt und Block Serchhip).

## Bevölkerung
Laut den Angaben von Census of India hatte der heutige Distrikt bei der Volkszählung 2011 eine Einwohnerschaft von 36.381 Personen. Davon lebten 15.795 Menschen (oder 43,42 %) in den drei Städten. Das Geschlechterverhältnis war ausgeglichen mit 18.447 Bewohnern (50,71 %) und 17.934 Bewohnerinnen. Auch bei den Jüngsten ist das Geschlechterverhältnis recht ausgewogen (5611 Personen unter 7 Jahren; 2830 Buben und 2781 Mädchen). 
Der Distrikt Khawzawl wird fast gänzlich von Angehörigen der „Stammesbevölkerung“ (scheduled tribes) besiedelt. Zu ihnen gehörten (2011) 35.855 Personen (98,55 Prozent der Distriktsbevölkerung). Zu den Dalit (scheduled castes) gehörte 2011 nur ein einziger Mensch (0,00 Prozent der Distriktsbevölkerung).
Die einzelnen Volksgruppen sind nur bis zur Höhe des Distrikts bekannt. In den damaligen Distrikten Champhai und Serchhip, zu denen 2011 alle Gemeinden des heutigen Distrikts Khawzawl gehörten, dominieren die Mizo, Paite und Kuki. Die Angaben zu den Glaubensgemeinschaften sind nur bis zur Höhe der Blocks (Unterbezirke) bekannt. Im Block East Lungdar waren 97,53 %, im Block Khawzawl 98,54 % und im Block Serchhip 97,17 % der Gesamtbevölkerung Christen. Somit ist fast die gesamte Einwohnerschaft christlich. 
Die Orte mit der größten Einwohnerzahl sind die Städte Khawzawl (11.022 Einwohner), Khawhai (2496 Einwohner) und Biate (2277 Einwohner) sowie die Dörfer Khawkulh (3094 Einwohner) und Sialhawk (2279 Einwohner).     

## Bildung
Dank bedeutender Anstrengungen ist das Ziel der vollständigen Alphabetisierung fast erreicht. Erstaunlich für indische Verhältnisse sind die geringen Unterschiede zwischen den Geschlechtern und der Stadt-/Landbevölkerung. Die Alphabetisierung liegt weit über dem indischen Schnitt.
| Alphabetisierung im Distrikt Khawzawl  |                   |                   |
| Einheit                                | Volkszählung 2011 | Volkszählung 2011 |
| Einheit                                | Anzahl            | Anteil            |
| GESAMT                                 | 29.649            | 96,36 %           |
| Männer                                 | 15.191            | 97,27 %           |
| Frauen                                 | 14.458            | 95,41 %           |
| STADT GESAMT                           | 13.067            | 97,00 %           |
| Stadt-Männer                           | 6664              | 97,66 %           |
| Stadt-Frauen                           | 6403              | 96,33 %           |
| LAND GESAMT                            | 16.582            | 95,86 %           |
| Land-Männer                            | 8527              | 96,97 %           |
| Land-Frauen                            | 8055              | 94,70 %           |
| Quelle: Ergebnis der Volkszählung 2011 |                   |                   |

## Verwaltungsgliederung
Der Distrikt besteht aus den Städten Biate, Khawzawl und Khawzhai und 25 Dörfern. Alle Gemeinden mit Ausnahme von Vanchengpui (Distrikt und Block Sechhip) gehörten im Jahr 2011 zum Distrikt Champhai. Bis auf die Stadt Biate und drei Dörfer (Riangtlei, Sialhawk und Tlangpui) im Block East Lungdar (Part) gehörten alle Gemeinden im Distrikt Champhai zum Block Khawzawl.